# Lewes (Delaware)
Lewes is een plaats (city) in de Amerikaanse staat Delaware, en valt bestuurlijk gezien onder Sussex County. De plaats ligt op de plaats van het oorspronkelijke Swaanendael, door de Nederlanders gesticht in 1631.

## Demografie
Bij de volkstelling in 2000 werd het aantal inwoners vastgesteld op 2932. In 2006 is het aantal inwoners door het United States Census Bureau geschat op 3119, een stijging van 187 (6,4%).

## Geografie
Volgens het United States Census Bureau beslaat de plaats een oppervlakte van 11,1 km², waarvan 9,5 km² land en 1,6 km² water. Lewes ligt op ongeveer 3 m boven zeeniveau.

## Plaatsen in de nabije omgeving
De onderstaande figuur toont nabijgelegen plaatsen in een straal van 24 km rond Lewes.